# 翁斌孫
翁斌孫（1860年3月5日—1923年1月9日），字人豪，又字弢夫，号芴斋，晚号冰楞、芴居士。江蘇常熟縣人。晚清官員。

## 生平
翁斌孫爲大學士翁心存曾孫，安徽巡撫翁同書之孫，翰林翁曾源之子。光緒三年（1877年）丁丑科三甲進士，光绪三年五月，改翰林院庶吉士。光绪六年四月，散館后，授翰林院檢討。
光緒八年，任功臣館纂修官。光緒十年，升任武英殿協修官、國史館協修官。光緒十三年，任武英殿纂修官、功臣館總纂官。光緒十五年，任方略館協修官、會典館協修官。光緒十六年，任方略館纂修官。次年升任方略館總纂官。光緒二十年，任會試同考官、武英殿總纂官。光緒二十四年，任翰林院侍講、會典館協修官、翰林院侍讀、日講起居注官。光緒三十一年，任國史館纂修、武英殿提調。后歷官山西大同府知府。宣統元年，任冀宁道、山西提學使。宣統三年，官至直隶提法使。民國後不仕。